# Chrysopa emiliae
Chrysopa emiliae är en insektsart som beskrevs av Marc Lacroix 1919. Chrysopa emiliae ingår i släktet Chrysopa och familjen guldögonsländor. Inga underarter finns listade i Catalogue of Life.